# Kanton Meaux-Sud
Kanton Meaux-Sud is een voormalig kanton van het Franse departement Seine-et-Marne. Het kanton maakte deel uit van het arrondissement Meaux.
 Het werd opgeheven bij decreet van 18 februari 2014 met uitwerking in maart 2015.

## Gemeenten
Het kanton Meaux-Sud omvatte de volgende gemeenten:
- Fublaines
- Isles-lès-Villenoy
- Mareuil-lès-Meaux
- Meaux (deels, hoofdplaats)
- Montceaux-lès-Meaux
- Nanteuil-lès-Meaux
- Trilbardou
- Trilport
- Vignely
- Villenoy